# Флаг Северного Медведкова
Флаг внутригородского муниципального образования Се́верное Медве́дково в Северо-Восточном административном округе города Москвы Российской Федерации.
Флаг утверждён 28 октября 2004 года и внесён в Геральдический реестр города Москвы с присвоением регистрационного номера ?.

## Описание
«Флаг муниципального образования Северное Медведково представляет собой двустороннее, прямоугольное полотнище с соотношением сторон 2:3.
На голубом полотнище помещено изображения белого медведя и белой восьмиконечной звезды над ним.
Габаритные размеры изображения звезды составляют 1/6 длины и 1/4 ширины полотнища флага. Центр изображения звезды равноудалён от боковых краёв полотнища и находится на расстоянии 3/16 ширины полотнища от его верхнего края.
Габаритные размеры изображения медведя составляют 1/2 длины и 7/16 ширины полотнища. Центр изображения медведя равноудалён от боковых краёв полотнища и находится на расстоянии 1/4 ширины полотнища флага от нижнего края полотнища».

## Обоснование символики
Белый медведь символизирует топоним «Медведково». Первым владельцем земель, на территории которых расположено современное муниципальное образование Северное Медведково, был родной брат прадеда знаменитого князя Дмитрия Михайловича Пожарского — Василий Фёдорович Пожарский по прозвищу «Медведь».
Полярная звезда и голубой («холодный») цвет полотнища символизируют топоним «Северное».